# L'origine della famiglia, della proprietà privata e dello Stato
L'origine della famiglia, della proprietà privata e dello Stato. In rapporto alle indagini di Lewis H. Morgan (in tedesco Der Ursprung der Familie, des Privateigenthums und des Staats. Im Anschluss an Lewis H. Morgan’s Forschungen) è uno studio scritto da Friedrich Engels e pubblicato nel 1884. È parzialmente basato sulle note di Karl Marx al libro Società antica (1877) di Lewis Henry Morgan. Il libro è uno dei primi lavori antropologici ed è considerato uno dei primi grandi lavori sull'economia familiare.